# 17447 Heindl
A 17447 Heindl (ideiglenes jelöléssel 1990 HE) egy kisbolygó a Naprendszerben. Eleanor F. Helin fedezte fel 1990. április 25-én.